# Sestra fusiplagiata
Sestra fusiplagiata är en fjärilsart som beskrevs av Walker 1862. Sestra fusiplagiata ingår i släktet Sestra och familjen mätare. Inga underarter finns listade i Catalogue of Life.